# UDP flood
UDP flood - atak typu DoS z użyciem protokołu UDP. Może zostać zainicjowany poprzez wysłanie dużej liczby pakietów UDP na losowe porty zdalnego hosta. W rezultacie maszyna ofiary:
- Sprawdzi, które aplikacje nasłuchują na danym porcie (w rzeczywistości żadna);
- Odpowie wysyłając pakiet ICMP Destination Unreachable.

Dla dużej liczby pakietów UDP, system ofiary będzie zmuszony odpowiadać wieloma pakietami ICMP, stając się w końcu nieosiągalnym dla innych klientów. Atakujący może również spreparować adres nadawcy pakietów UDP, aby zwrotne pakiety ICMP nie docierały do niego oraz ukryje przez to również swoją tożsamość.